# Yoursafe Radio
Yoursafe Radio is een Nederlands commercieel, landelijk radiostation. Het radiostation is eigendom van investeerder Joost Zuurbier, die ook eigenaar is van de elektronischgeldinstelling Yoursafe. Het radiostation is gericht op Gen-Z en heeft een afwisselende programmering. 
Het station heeft bij de frequentieverdeling 2023 FM-pakket A08 verworven. Hierdoor is het station sinds oktober 2023 landelijk op DAB+ te ontvangen, en het volledige FM-netwerk is sinds eind november 2023 actief.
Lijst van radiozenders in Nederland